# Río Ambankadavu Todu
El río Ambankadavu Todu es, junto al Kunthipuzha, Kanjirappuzha y Thuppanadippuzha, uno de los cuatro subafluentes del río Ponnani antes de que este último alcance al Karimbula a 61 m sobre el nivel del mar, en el estado de Kerala, en el sur de la India.
El origen del Ambankadavu Todu se encuentra a una altitud de alrededor de 610 m s. n. m., en los montes Attappadi. En Tenkara, el río fluye a una altitud de 76 m s. n. m., y la zona aparece como una antigua llanura inundada con un vasto depósito aluvial. El río atraviesa la planicie aluvial a un metro de altura, y fluye sobre el paleocanal, el cual está cubierto de cantos del tamaño de adoquines y guijarros. Zanjas cavadas por fuera del lecho fluvial en la llanura aluvial dejan expuesto también un lecho de cantos similar a casi la misma profundidad.